# Mid Norfolk
Circonscription parlementaire de la Chambre des communes
La circonscription de Mid Norfolk est une circonscription électorale anglaise située dans le Norfolk et représentée à la Chambre des communes du Parlement britannique.

## Géographie
La circonscription comprend :
- Les villes de Dereham, Attleborough, Wymondham et Watton

## Députés
Les Members of Parliament (MPs) de la circonscription sont :
1885-1918
| Législature            | Années    | Député            | Député                | Parti             |
| ---------------------- | --------- | ----------------- | --------------------- | ----------------- |
| Mid Norfolk            |           |                   |                       |                   |
| 23e                    | 1885–1886 |                   | Richard Gurdon        | Libéral           |
| 24e                    | 1886–1892 |                   | Richard Gurdon        | Libéral-unioniste |
| 25e                    | 1892–???? |                   | Clement Higgins       | Libéral           |
| 25e                    | ????-1895 |                   | Clement Higgins       | Libéral-unioniste |
| 25e                    | 1895-1895 | Robert Gurdon (2) |                       | Libéral-unioniste |
| 26e                    | 1895–1900 |                   | Frederick Wilson (en) | Libéral           |
| 27e                    | 1900–1906 |                   | Frederick Wilson (en) | Libéral           |
| 28e                    | 1906–1910 | John Wodehouse    |                       | Libéral           |
| 29e                    | 1910–1910 |                   | William Boyle         | Libéral-unioniste |
| 30e                    | 1910–1918 |                   | William Boyle         | Libéral-unioniste |
| 30e                    | 1918-1918 |                   | Neville Jodrell       | Conservateur      |
| Circonscription abolie |           |                   |                       |                   |

Depuis 1983
| Législature                                              | Années        | Député         | Député        | Parti        |
| -------------------------------------------------------- | ------------- | -------------- | ------------- | ------------ |
| Recréée de Norfolk North, Norfolk South West et Yarmouth |               |                |               |              |
| 49e                                                      | 1983–1987     |                | Richard Ryder | Conservateur |
| 50e                                                      | 1987–1992     |                | Richard Ryder | Conservateur |
| 51e                                                      | 1992–1997     |                | Richard Ryder | Conservateur |
| 52e                                                      | 1997–2001     | Keith Simpson  |               | Conservateur |
| 53e                                                      | 2001–2005     | Keith Simpson  |               | Conservateur |
| 54e                                                      | 2005–2010     | Keith Simpson  |               | Conservateur |
| 55e                                                      | 2010–2015     | George Freeman |               | Conservateur |
| 56e                                                      | 2015–2017     | George Freeman |               | Conservateur |
| 57e                                                      | 2017–2019     | George Freeman |               | Conservateur |
| 58e                                                      | 2019–2024     | George Freeman |               | Conservateur |
| 59e                                                      | 2024–en cours | George Freeman |               | Conservateur |

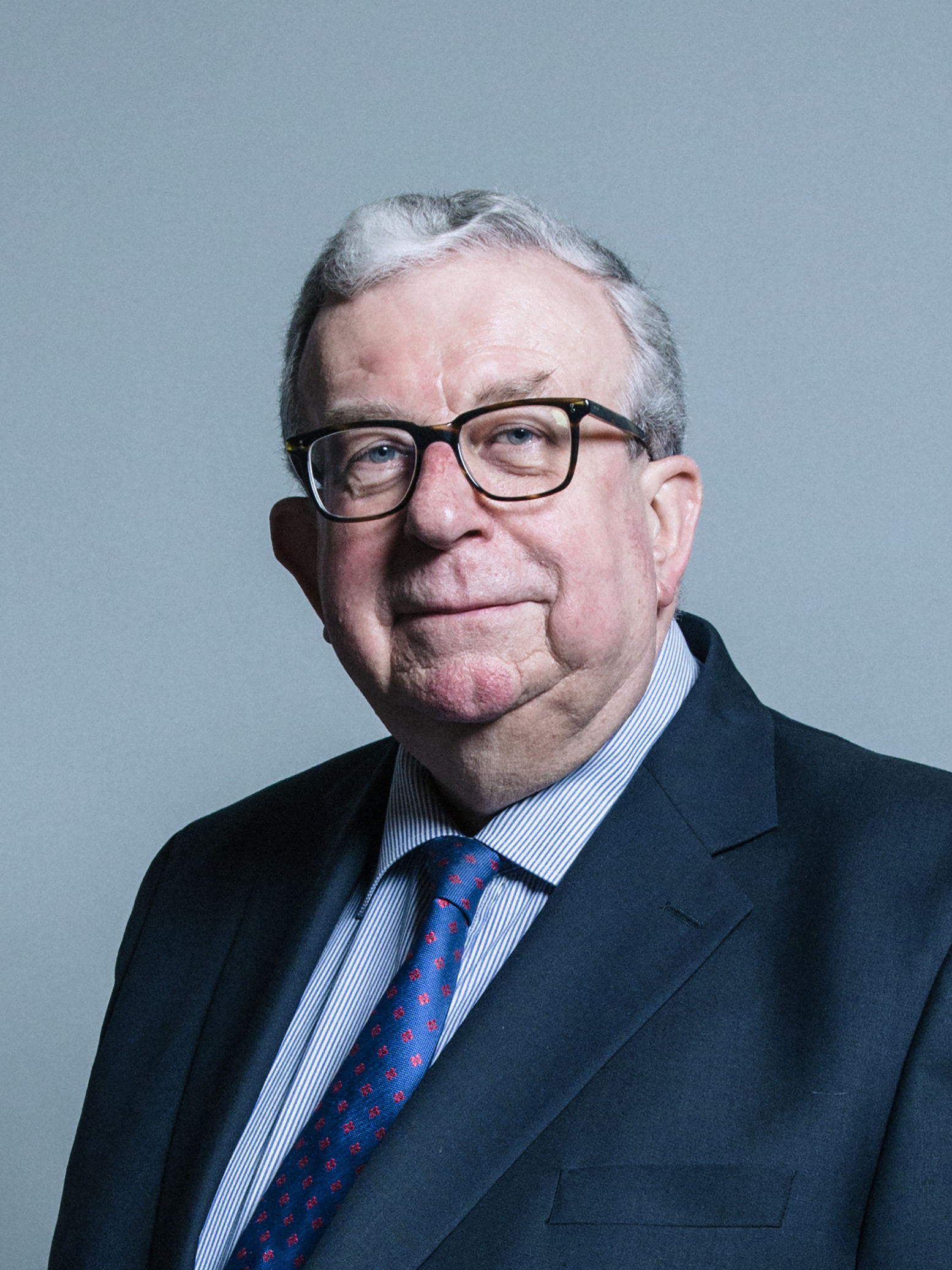
Keith Simpson (1997-2010)
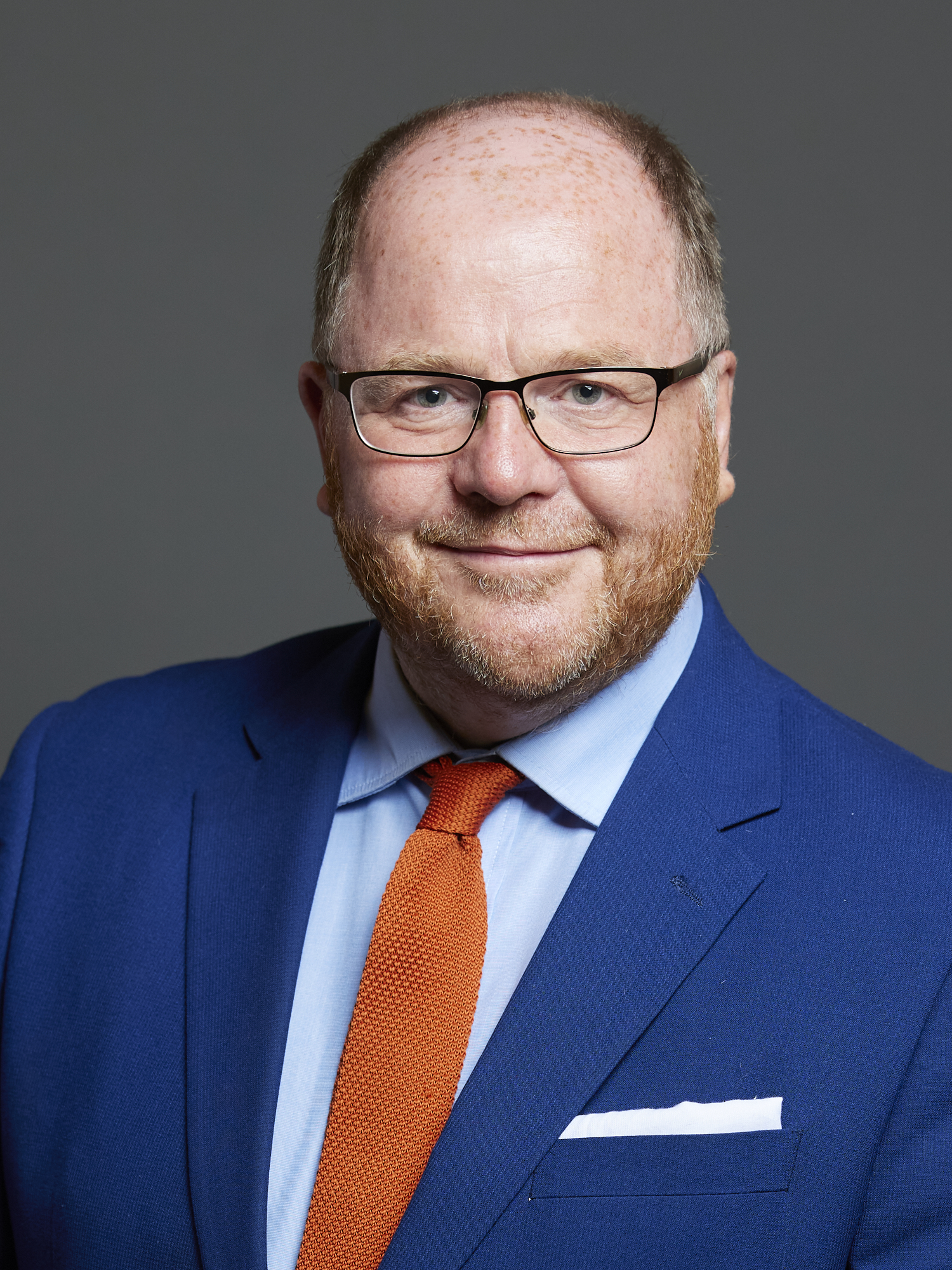
George Freeman (depuis 2010)